# Hadż Ali Razmara
Hadż Ali Razmara, pers. حاجعلی رزم‌آرا (ur. 1901 w Teheranie, zm. 7 marca 1951 tamże) – irański generał, premier Iranu w latach 1950–1951.

## Życiorys
Był synem wojskowego. Przez rok uczył się w podstawowej szkole muzułmańskiej (maktabie), następnie przeszedł do placówki świeckiej. Rozważał rozpoczęcie kariery wojskowej, jednak ostatecznie wstąpił do świeckiej francuskiej szkoły średniej. Po niej postanowił zrealizować poprzednie plany i wstąpił do świeżo otwartej w Teheranie akademii wojskowej. Razem z Rezą Chanem służył w elitarnej brygadzie Kozaków perskich. W 1924 został skierowany na dalsze kształcenie we francuskiej akademii wojskowej w Saint-Cyr
Po powrocie do Iranu został wykładowcą teherańskiej akademii wojskowej, gdzie nauczał kartografii i geografii wojskowej. Uważa się go za jednego z twórców irańskich wojsk geograficznych. Wydał ok. dwudziestu siedmiu prac z tej dziedziny, w tym wielotomowy atlas wojskowy kraju. Awans na generała uzyskał jako jeden z najmłodszych oficerów w historii kraju, był kilkakrotnie przewodniczącym połączonego dowództwa rodzajów sił zbrojnych Iranu, w 1943, 1944 i ponownie od 1944 do 1950. Zaczął również przejawiać ambicje polityczne, przed 1943 nawiązał kontakty ze ZSRR i z socjalistyczną partią Tude.

### Premier Iranu
Mohammad Reza Pahlawi mianował gen. Razmarę premierem w 1950. Przed tym wydarzeniem generał wielokrotnie spotykał się z przedstawicielami dyplomacji amerykańskiej i brytyjskiej, przekonując, że jako szef rządu będzie w stanie rozwiązać w korzystny dla USA i Wielkiej Brytanii sposób narastający konflikt o kontrolę nad irańską ropą naftową i poradzić sobie z opozycyjnym Frontem Narodowym kierowanym przez Mohammada Mosaddegha. Mohammad Reza Pahlawi obawiał się ambitnych oficerów, którzy mogliby odsunąć go od władzy. Został jednak przekonany do tego przez dyplomatów brytyjskich i amerykańskich. Zastrzegł jedynie, że jako premier Razmara nie będzie miał żadnego wpływu na wojsko.
Podstawowymi hasłami politycznymi Alego Razmary jako premiera była częściowa decentralizacja i walka z korupcją. Jego współpraca z Mohammadem Rezą Pahlawim była od początku trudna. Szach bardzo szybko zaczął skarżyć się Brytyjczykom, że premier działał przeciwko niemu. Być może w celu podważenia pozycji Razmary monarcha zgodził się na powrót do Iranu ajatollaha Kaszaniego, który krótko potem wezwał wszystkich Irańczyków do sprzeciwiania się rządowi, zarzucając mu wysługiwanie się obcym mocarstwom. W Madżlesie dochodziło do awantur, premiera nazywano dyktatorem, jednak ten nie zwracał na to uwagi. Brytyjczycy i Amerykanie nadal ufali, że Razmara zdoła uspokoić sytuację wewnętrzną w kraju. Opozycja przeciwko rządowi, głosząca hasła wyzwolenia narodowego i likwidacji wpływów zagranicznych w Iranie, była jednak bardzo silna i faktycznie blokowała wszystkie jego inicjatywy, w tym kluczowe ustawy dotyczące decentralizacji kraju i nowego kontraktu z brytyjskim konsorcjum naftowym.
Aby dowieść, że nie był jedynie marionetką w rękach Amerykanów i Brytyjczyków, Ali Razmara podjął rozmowy ze Związkiem Radzieckim, podpisał irańsko-radziecką umowę handlową i zgodził się na powołanie komisji dwustronnej, która miałaby rozstrzygnąć spory dotyczące przebiegu granicy. Odmówił również wysłania wojsk irańskich do Korei w ramach kontyngentu ONZ i usunął z kraju najważniejszego amerykańskiego doradcę w dziedzinie gospodarki. Równocześnie premier zaczął tworzyć własną Partię Socjaldemokratyczną, której zamierzał używać jako politycznego zaplecza, a swoich przyjaciół i zaufanych ludzi obsadził na najwyższych stanowiskach w policji i wojsku.
7 marca 1951 Hadż Ali Razmara, przekonany do tego przez ministra Asadollaha Alama, udał się do jednego z teherańskich meczetów na uroczystości upamiętniającego jednego z mułłów. Przed budynkiem został zastrzelony przez zamachowca z grupy Fedaini Islamu. Trzykrotnie trafiony w głowę i szyję, zmarł przed dotarciem do szpitala.

## Życie prywatne
W 1928 ożenił się z Ahwaral Moluk Hedajat, z którą miał pięcioro dzieci. Niezależnie od tego wielokrotnie nawiązywał romanse. Prawdopodobnie jedną z takich relacji nawiązał z wpływową księżniczką Aszraf Pahlawi, siostrą bliźniaczką Mohammada Rezy Pahlawiego.